# 伽蓝菜
伽蓝菜是景天科伽蓝菜属植物，也称鸡爪三七、五爪三七、高凉菜、土三七、篦叶猪笼草、裂叶落地生根、假川莲、小灯笼草、大还魂，分布于华南、台湾以及中南半岛、南亚次大陆。本种与曾被误认作分布于非洲和阿拉伯半岛的条裂伽蓝菜，二者的区别是：条裂伽蓝菜密被乳突，叶片分裂更浅、更不规则；伽蓝菜全株光滑，叶片分裂更深、更规则。